# Véronique Claudel
Véronique Claudel (ur. 22 listopada 1966 w Cornimont) – francuska biathlonistka, dwukrotna medalistka olimpijska i czterokrotna medalistka mistrzostw świata.

## Kariera
W Pucharze Świata zadebiutowała 14 lutego 1986 roku w Falun, zajmując 29. miejsce w biegu indywidualnym. Pierwsze punkty (w sezonach 1984/1985-1999/2000 punktowało 25. najlepszych zawodniczek) wywalczyła 25 lutego 1987 roku w Lahti, gdzie w tej samej konkurencji zajęła 23. miejsce. Pierwszy raz na podium zawodów pucharowych stanęła 17 stycznia 1991 roku w Ruhpolding, kończąc rywalizację w biegu indywidualnym na drugiej pozycji. W zawodach tych rozdzieliła Jelenę Gołowiną z ZSRR i Niemkę Antje Misersky. W kolejnych startach jeszcze trzy razy stawała na podium: 18 marca 1993 roku w Kontiolahti była trzecia w biegu indywidualnym, 10 marca 1994 roku w Hinton była druga w tej konkurencji, a 12 marca 1994 roku w Hinton zajęła drugie miejsce w sprincie. Najlepsze wyniki osiągnęła w sezonach 1990/1991 i 1993/1994, kiedy zajmowała ósme miejsce w klasyfikacji generalnej.
Pierwszy medal wywalczyła na igrzyskach olimpijskich w Albertville w 1992 roku, gdzie wspólnie z Corinne Niogret i Anne Briand zwyciężyła w sztafecie. Był to debiut tej konkurencji w programie olimpijskim, Francuzki zostały więc pierwszymi w historii mistrzyniami olimpijskimi w sztafecie. Briand zajęła tam też 24. miejsce w sprincie i czwarte miejsce w biegu indywidualnym, przegrywając walkę o medal z Kanadyjką Myriam Bédard o 6,3 sekundy. Na rozgrywanych dwa lata później igrzyskach w Lillehammer wywalczyła brązowy medal w sztafecie, startując z Niogret, Briand i Delphyne Burlet. Zajęła też dwudzieste miejsce w sprincie i biegu indywidualnym.
W 1993 roku wystąpiła na mistrzostwach świata w Borowcu, gdzie razem z Niogret, Burlet i Briand zdobyła srebrny medal w sztafecie. Na rozgrywanych rok później mistrzostwach świata w Canmore reprezentacja Francji w składzie: Emmanuelle Claret, Nathalie Beausire, Corinne Niogret i Véronique Claudel była trzecia w biegu drużynowym. Ostatnie medale zdobyła podczas mistrzostw świata w Anterselvie w 1995 roku. Najpierw zdobyła brązowy medal w biegu drużynowym (skład: Corinne Niogret, Véronique Claudel, Florence Baverel i Anne Briand). Następnie wspólnie z Emmanuelle Claret, Anne Briand i Corinne Niogret zajęła drugie miejsce w sztafecie. Była też między innymi jedenasta w biegu indywidualnym podczas mistrzostw świata w Chamonix w 1988 roku.

## Osiągnięcia

### Igrzyska olimpijskie
| Rok  | Miejscowość | Konkurencje | Konkurencje | Konkurencje | Konkurencje | Konkurencje | Konkurencje | Konkurencje |
| Rok  | Miejscowość | IN          | SP          | PU          | MS          | RL          | MR          | SR          |
| ---- | ----------- | ----------- | ----------- | ----------- | ----------- | ----------- | ----------- | ----------- |
| 1992 | Albertville | 4.          | 24.         | nd.         | nd.         | 1.          | nd.         | –           |
| 1994 | Lillehammer | 20.         | 20.         | nd.         | nd.         | 3.          | nd.         | –           |

### Mistrzostwa świata
| Rok  | Miejscowość            | Konkurencje | Konkurencje | Konkurencje | Konkurencje | Konkurencje | Konkurencje | Konkurencje |
| Rok  | Miejscowość            | IN          | SP          | PU          | MS          | RL          | MR          | SR          |
| ---- | ---------------------- | ----------- | ----------- | ----------- | ----------- | ----------- | ----------- | ----------- |
| 1986 | Falun                  | 29.         | 33.         | nd.         | nd.         | –           | nd.         | –           |
| 1987 | Lahti                  | 23.         | 20.         | nd.         | nd.         | –           | nd.         | –           |
| 1988 | Chamonix               | 11.         | 20.         | nd.         | nd.         | 8.          | nd.         | –           |
| 1989 | Feistritz              | 12.         | 16.         | nd.         | nd.         | 8.          | nd.         | –           |
| 1990 | Mińsk/Oslo/Kontiolahti | 17.         | 9.          | nd.         | nd.         | –           | nd.         | –           |
| 1991 | Lahti                  | 20.         | 28.         | nd.         | nd.         | 4.          | nd.         | –           |
| 1992 | Nowosybirsk            | nd.         | nd.         | nd.         | nd.         | nd.         | nd.         | –           |
| 1993 | Borowec                | 21.         | 15.         | nd.         | nd.         | 2.          | nd.         | –           |
| 1994 | Canmore                | nd.         | nd.         | nd.         | nd.         | nd.         | nd.         | –           |
| 1995 | Anterselva             | 32.         | –           | nd.         | nd.         | 2.          | nd.         | –           |
| 1996 | Ruhpolding             | 34.         | 48.         | nd.         | nd.         | –           | nd.         | –           |
| 1997 | Osrblie                | 35.         | –           | –           | nd.         | –           | nd.         | –           |

### Puchar Świata

#### Miejsca w klasyfikacji końcowej
| Sezon     | Miejsce |
| --------- | ------- |
| 1985/1986 | –       |
| 1986/1987 | ?       |
| 1987/1988 | 10.     |
| 1988/1989 | 30.     |
| 1989/1990 | 22.     |
| 1990/1991 | 8.      |
| 1991/1992 | 18.     |
| 1992/1993 | 10.     |
| 1993/1994 | 8.      |
| 1994/1995 | 23.     |
| 1995/1996 | 38.     |
| 1996/1997 | 40.     |
| 1997/1998 | 84.     |

#### Miejsca na podium chronologicznie
| Lp. | Dzień       | Rok  | Miejscowość | Konkurencja                | Lokata | Pudła   | Czas biegu | Strata  | Zwycięzca            |
| --- | ----------- | ---- | ----------- | -------------------------- | ------ | ------- | ---------- | ------- | -------------------- |
| 1.  | 17 stycznia | 1991 | Ruhpolding  | Bieg indywidualny na 15 km | 2.     | 0+1+0+0 | 51:10,0    | +51,6   | Jelena Gołowina      |
| 2.  | 18 marca    | 1993 | Kontiolahti | Bieg indywidualny na 15 km | 3.     | 0+0+0+0 | 50:46,8    | +1:20,5 | Antje Misersky       |
| 3.  | 10 marca    | 1994 | Hinton      | Bieg indywidualny na 15 km | 2.     | 0+0+2+0 | 51:15,2    | +31,5   | Swietłana Paramygina |
| 4.  | 12 marca    | 1994 | Hinton      | Sprint na 7,5 km           | 2.     | 0+0     | 24:51,1    | +4,6    | Swietłana Paramygina |